# Vogtshaus Oschatz

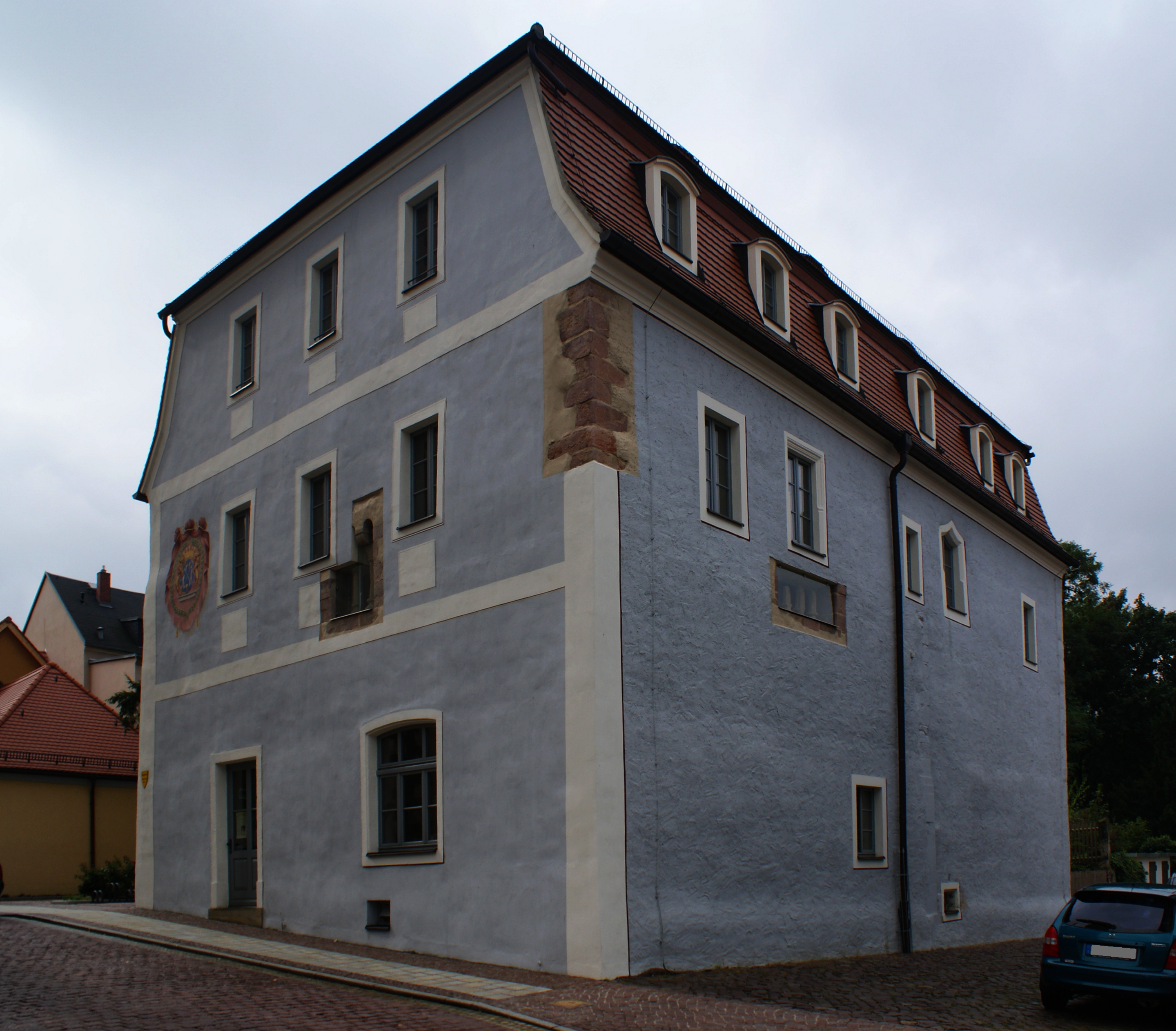
Ansicht des Vogtshauses von Nordost.

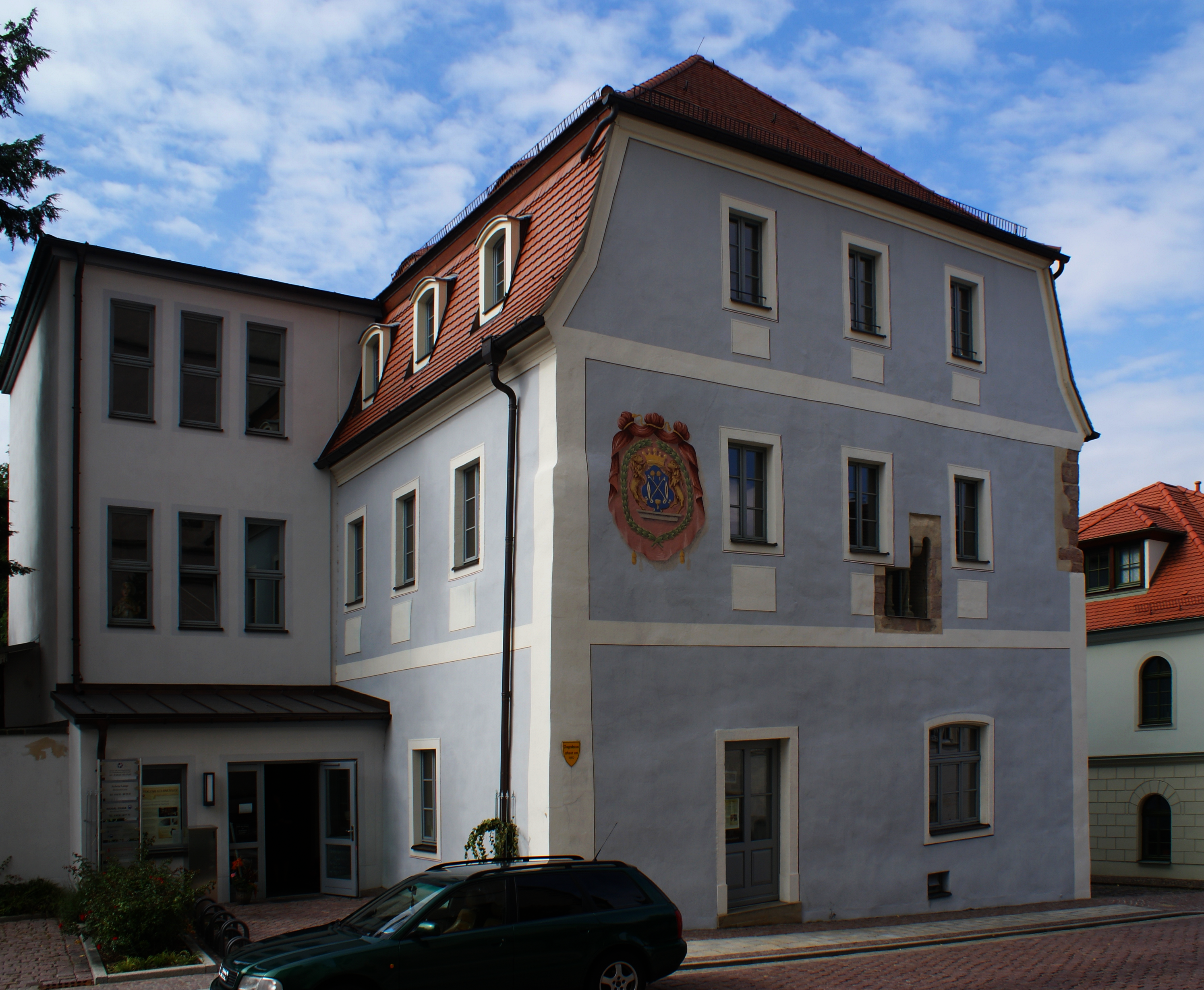
Ansicht des Vogtshauses von Südost.

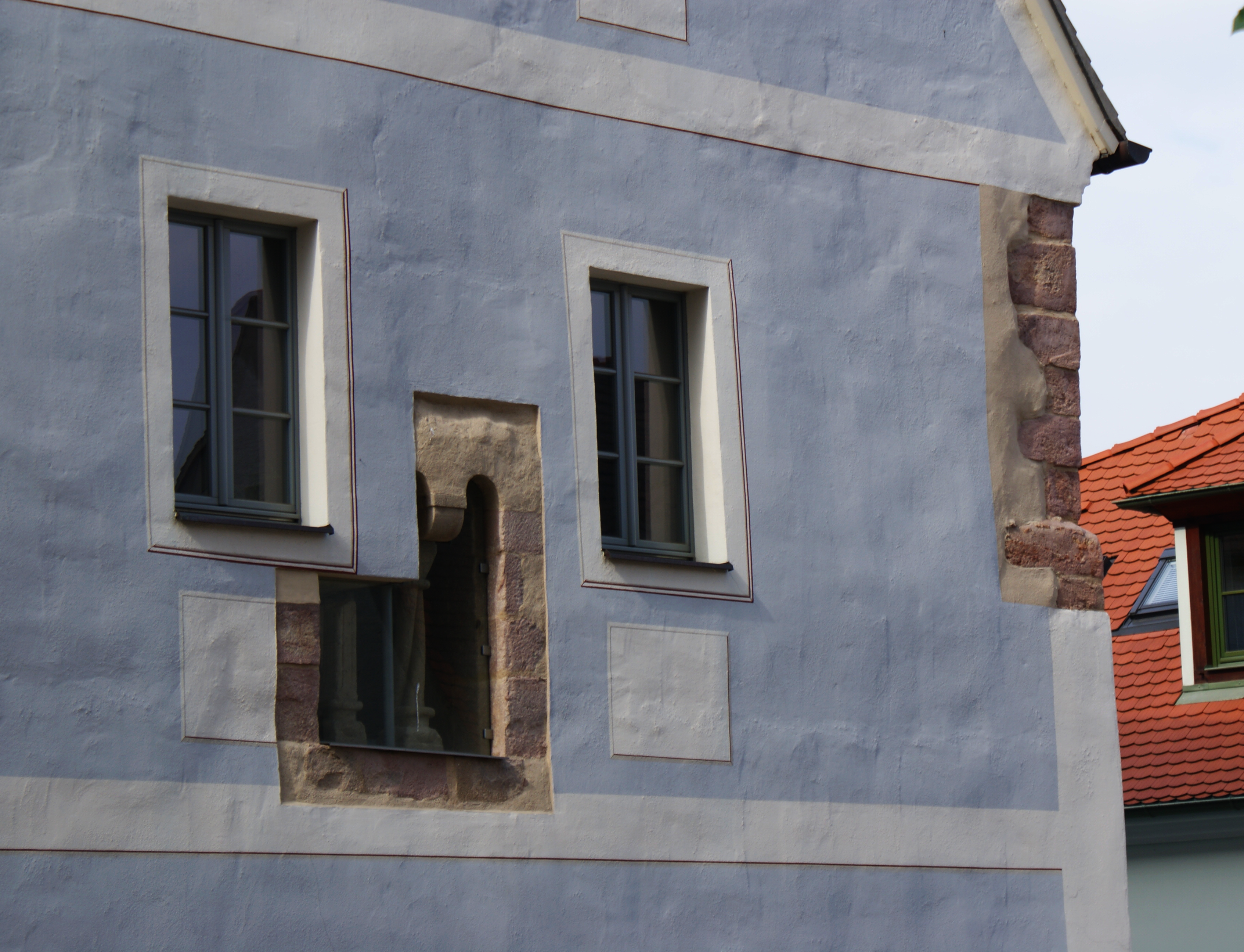
Detailansicht mit romanischem Fenster (um 1200) und Eckquaderung.

Das um 1200 errichtete Vogtshaus in Oschatz gilt als einer der ältesten Profanbauten in Mitteldeutschland. Ein Bauherr ist nicht bekannt und kann ebenso wie der Stadtgründer nur vermutet werden. Das Gebäude ist im romanischen Baustil errichtet, wie die Trifore an der Ostfassade und Fragmente eines Fünfbogenfensters an der Nordfassade zeigen. Ein Lehnbrief von 1501 dokumentiert, dass das damals als adliges Freihaus genutzte Gebäude vor 1500 gemeinsam mit größerem Besitz wie Wiesen, Teiche und Wald in der direkten Umgebung des nur zwei Kilometer entfernten Schloss Osterland in den Besitz des Georg von Schleinitz auf Ragewitz gelangte, dessen Vater Heinrich von Schleinitz im Jahr 1408 ein Vogt zu Leisnig, Döbeln und Oschatz genannt wurde. Auf Georg von Schleinitz oder seinen Sohn Wolfgang von Schleinitz auf Ragewitz gehen wohl die floral verzierten spätgotischen Frescomalereien in der Fensternische im Erdgeschoss des Vogtshauses zurück. Nach dem Tod des Wolfgang von Schleinitz erwarb Christoph von Truchsaß auf Wellerswalda im Jahr 1526 das Gebäude. Von 1544 bis 1843 war das Haus Siegelhaus der reichen Tuchmacherinnung in Oschatz und wurde deshalb auch als „Tuchmacherhaus“ bezeichnet. Die Wappen und Zunftzeichen im Saal des Gebäudes erinnern an die Jahre der Tuchfabrikation.
Bis Anfang der 1990er Jahre befand sich das Haus dann in Privatbesitz und diente als Wohnhaus. Im Jahr 2006 erwarb die Stadt Oschatz das Haus und begann nach einer Sicherung des leerstehenden Gebäudes mit einer umfassenden Sanierung. Im Oktober 2009 wurde das Vogtshaus als Bürogebäude feierlich eröffnet. Im Vogtshaus können Beispiele der Baukunst der Romanik, Gotik, Renaissance und aus der Zeit des Jugendstils am Tag des offenen Denkmals besichtigt werden.